# 신주쿠 구역소

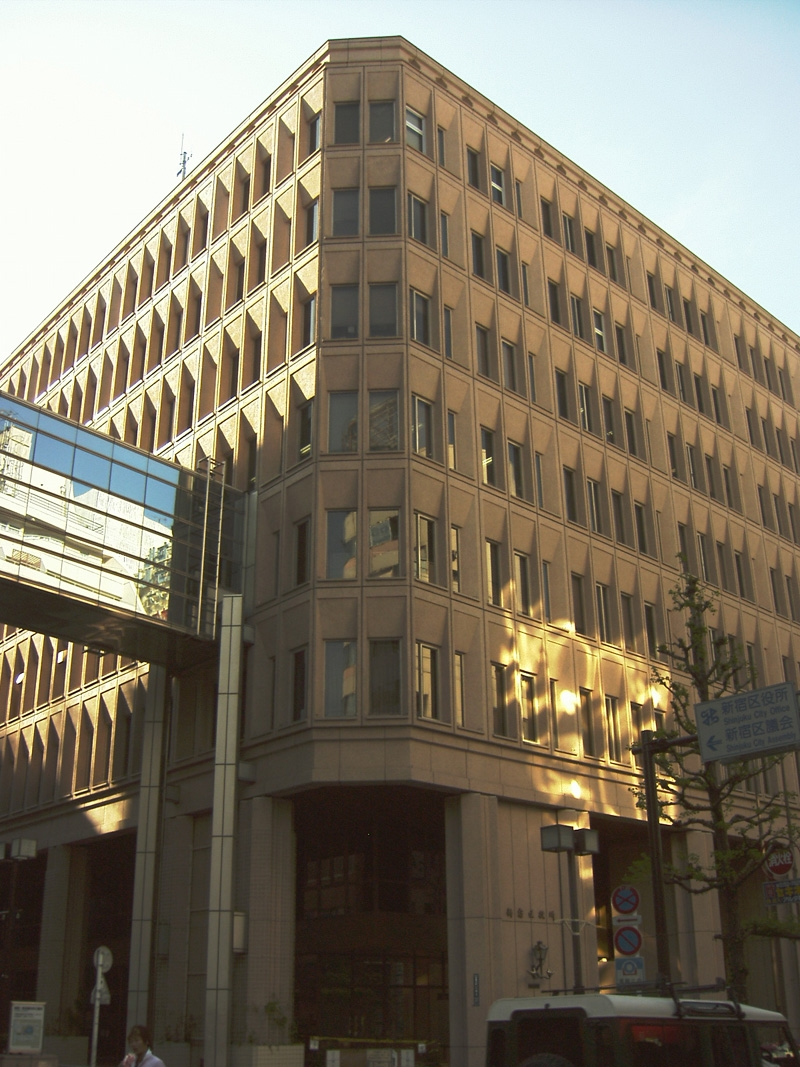
신주쿠 구역소

신주쿠 구역소(일본어: 新宿区役所)은 일본 신주쿠구의 관공서이다.